# Harry Hotspur

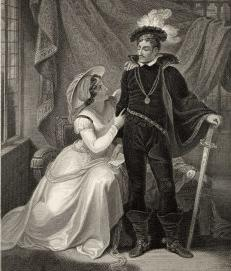
Harry Hotspur - från en teateruppsättning 1795 av William Shakespeares pjäs "Henrik IV", där Henry Percy är en av karaktärerna.

Harry Hotspur (eg. Henry Percy), född 20 maj 1364/1366 i Alnwick, död 23 juli 1403, var den äldste sonen till den 1:e earlen av Northumberland och 4:e Lord Percy av Alnwick. Hans smeknamn, "hetsporre", tyder på en hetlevrad natur. Hans födelsedag är känd, men inte hans födelseår. 
Harry fick rykte om sig att vara en skicklig krigare och stred mot skottar och fransmän. Han stred mot skottarna i slaget vid Otterburn 1388 och tillfångatogs, men släpptes senare mot lösen. Han reste till Calais 1391 och var guvernör i Bordeaux mellan 1393 och 1395.
Efter återkomsten från Frankrike, hjälpte han fadern att avsätta Rikard II och tillsätta Henrik Bolingbroke. Han deltog i nya strider mot skottarna och vann en seger över dessa i slaget vid Homildon hill 1402.
Senare ledde han, tillsammans med sin farbror Thomas Percy, 1:e earl av Worcester, ett uppror mot kung Henrik IV 1403, allierade med den walesiske rebellen, Owain Glyndwr. Innan deras trupper kunde slås samman dödades Hotspur i Slaget vid Shrewsbury. Han har en av de större rollerna i Shakespeares pjäs Henrik IV, även om han i pjäsen porträtteras som jämnårig med sin huvudrival Prins Henrik, fast han i verkligheten var betydligt äldre.  
Han gifte sig med Elizabeth Mortimer, dotter till Edmund Mortimer, earl av March och Filippa, dotter till Lionel av Antwerpen och barnbarn till Edvard III av England.
Harry Hotspur har gett namn åt fotbollslaget Tottenham Hotspur FC som bildades den 5 september 1882.

## Barn
- Henry Percy, 2:e earl av Northumberland (3 februari, 1392/1393, död 22 maj 1455).
- Lady Elizabeth Percy (d. 26 oktober 1437, g.m Thomas Clifford 1404.
- Matilda Percy. Tros ha dött ung.